# Airbus Helicopters H135
El Airbus Helicopters H135 (anteriormente denominado Eurocopter EC135) es un helicóptero civil bimotor fabricado por Airbus Helicopters, que se usa extensamente en los servicios de policía y ambulancia y para transporte de ejecutivos. Tiene capacidad para volar según las reglas de vuelo instrumental (IFR).

## Desarrollo

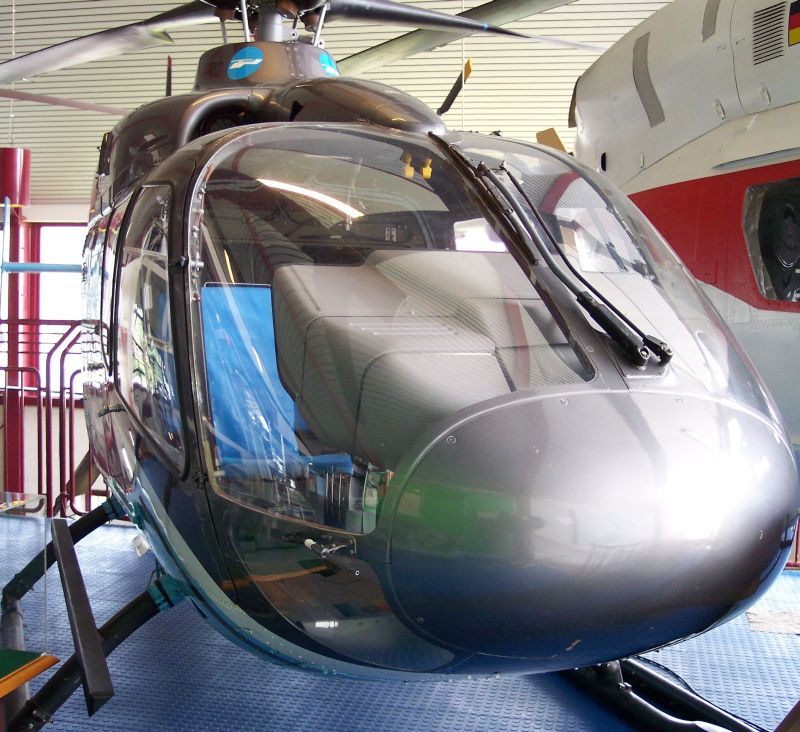
Prototipo del Bo 108.

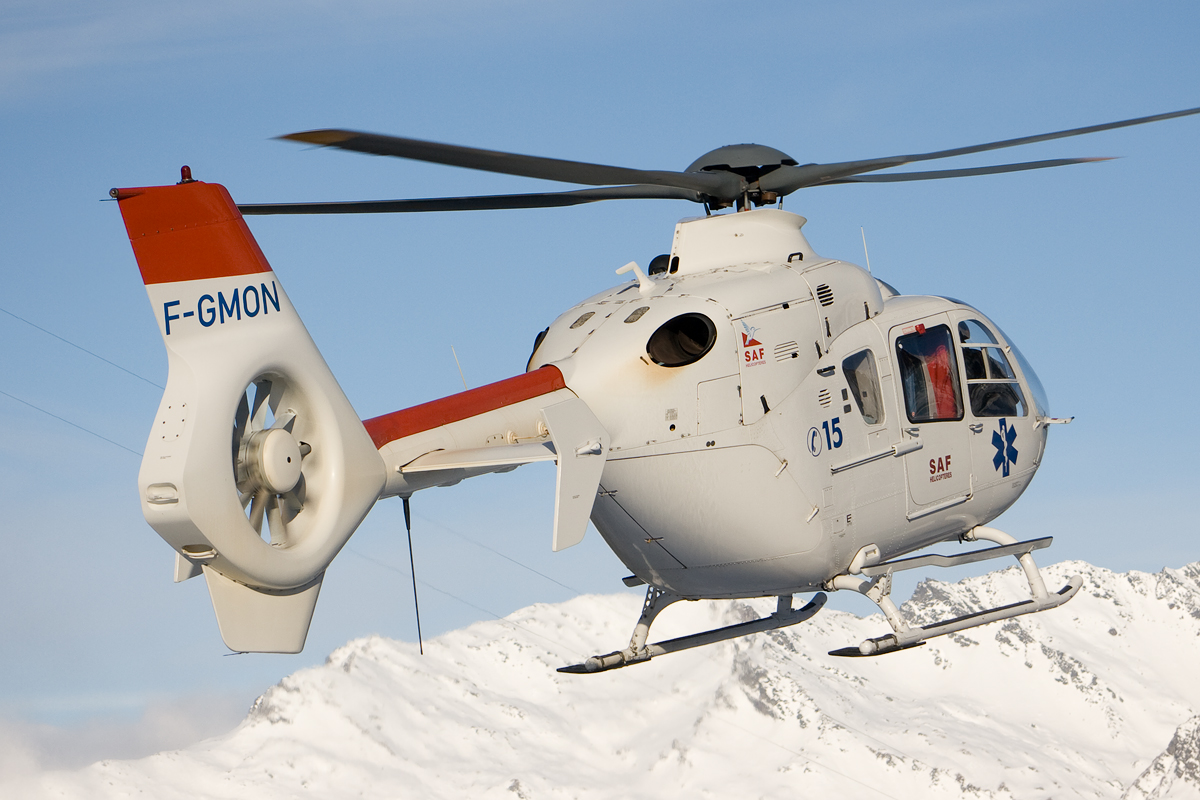
EC135 T1 del operador de helicópteros francés SAF Hélicoptères, durante una operación de rescate en una estación de esquí.

El programa del helicóptero EC135 es previo a la formación del grupo Eurocopter. Este proyecto fue iniciado bajo el nombre Bo 108 por la compañía alemana MBB a mediados de los años 80. El demostrador tecnológico de este modelo ('V1') realizó su primer vuelo el 17 de octubre de 1988, estando equipado con dos motores Allison 250-C20R/1. Un segundo prototipo del Bo 108 ('V2') se unió a las pruebas de vuelo el 5 de junio de 1991, pero en este caso, equipado con dos motores Turbomeca TM319-1B Arrius. El rotor de cola era de tipo convencional en ambos prototipos.
A finales del año 1992 se realizó una revisión del diseño, en la que se introdujo el sistema de rotor de cola Fenestron, tecnología que provenía del fabricante francés Aérospatiale y que se había incorporado gracias a la fusión entre Messerschmitt-Bölkow-Blohm (MBB) y Aérospatiale durante ese mismo año. Se fabricaron dos aeronaves de preproducción del nuevo helicóptero, que se pasaría a denominar EC135. Realizaron su primer vuelo el 15 de febrero y el 16 de abril de 1994, probando el Arrius 2B y el Pratt & Whitney Canada PW206B, respectivamente, desestimándose la planta motriz Allison Model 250 por ser más antigua y menos potente. Un tercer helicóptero se incorporó a las pruebas el 28 de noviembre de 1994.

### Componentes del H135M
Referencias: defenceweb.co.za

#### Electrónica
| Sistema      | País | Fabricante | Notas     |
| ------------ | ---- | ---------- | --------- |
| Red de datos |      |            | ARINC 429 |

#### Armamento

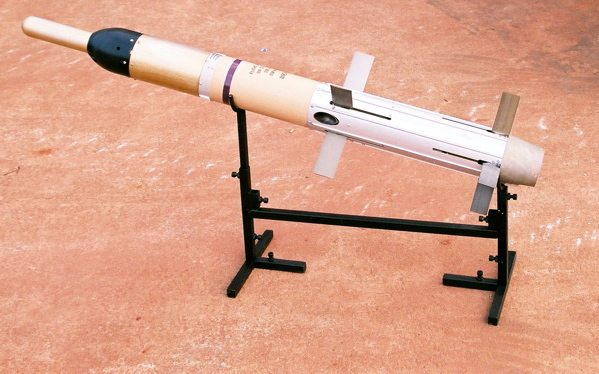
Ingwe.

| Sistema                              | País      | Fabricante          | Notas                              |
| ------------------------------------ | --------- | ------------------- | ---------------------------------- |
| Ametralladora (opción)               | Bélgica   | FN Herstal          | 2 × FN MAG de 7,62 mm              |
| Contenedor de ametralladora (opción) | Bélgica   | FN Herstal          | 2 × HMP400 de 12,7 mm              |
| Contenedor de cañón (opción)         | Francia   | GIAT/Nexter         | 2 × NC 621 con cañón M621 de 20 mm |
| Cohete SNEB de 68 mm                 | Francia   | Matra Thomson-CSF   |                                    |
| Cohete FZ de 70 mm                   | Bélgica   | Forges de Zeebrugge |                                    |
| Misil antitanque ZT3 Ingwe           | Sudáfrica | Denel Dynamics      |                                    |

#### Propulsión
| Sistema        | País    | Fabricante             | Notas'    |
| -------------- | ------- | ---------------------- | --------- |
| Motor (opción) | Francia | Turbomeca              | 2× Arrius |
| Motor (opción) | Canadá  | Pratt & Whitney Canada | 2× PW206B |

## Variantes

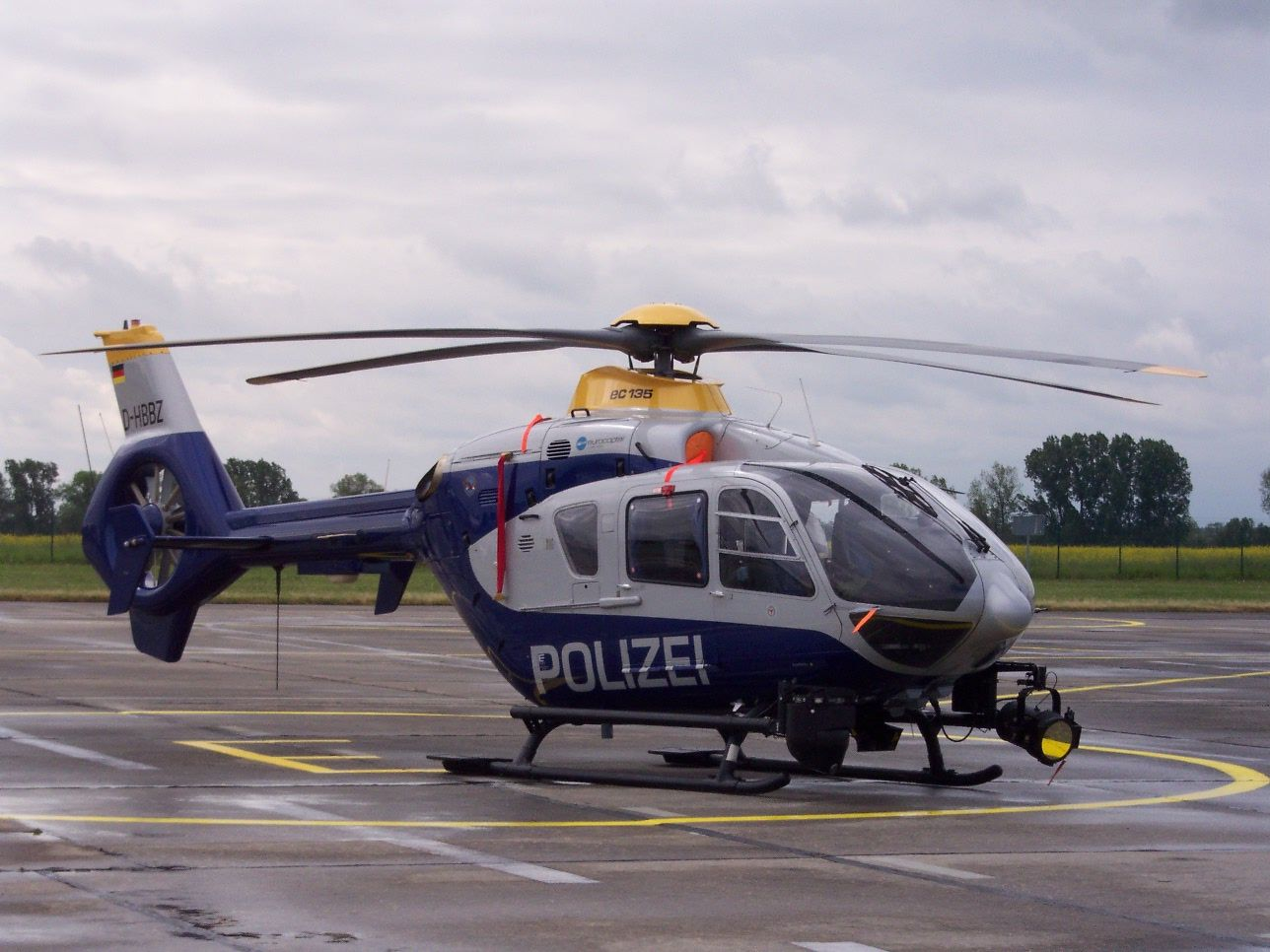
Eurocopter EC135 P2 de la policía estatal de Alemania.

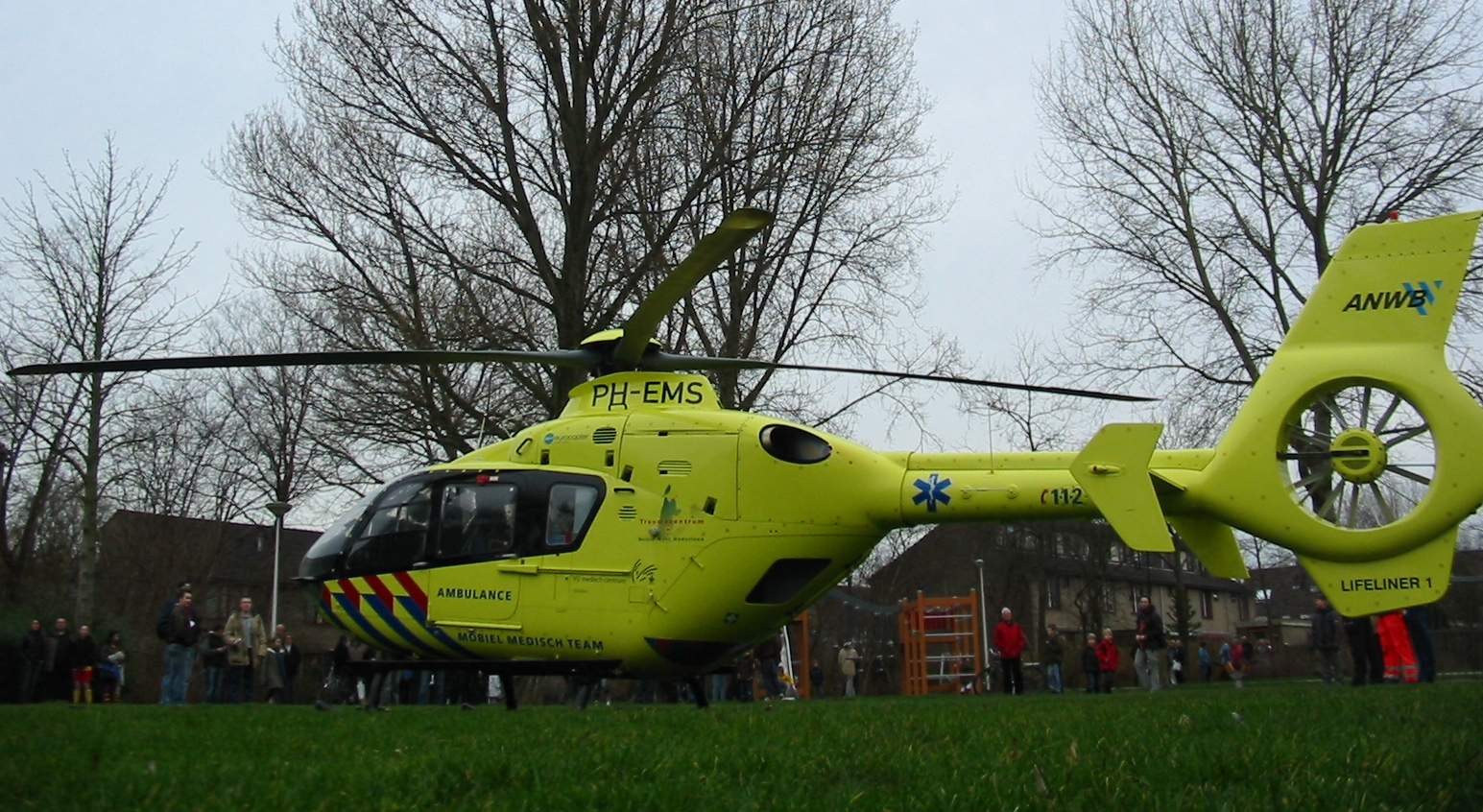
EC135 del servicio neerlandés de asistencia médica aérea ANWB.

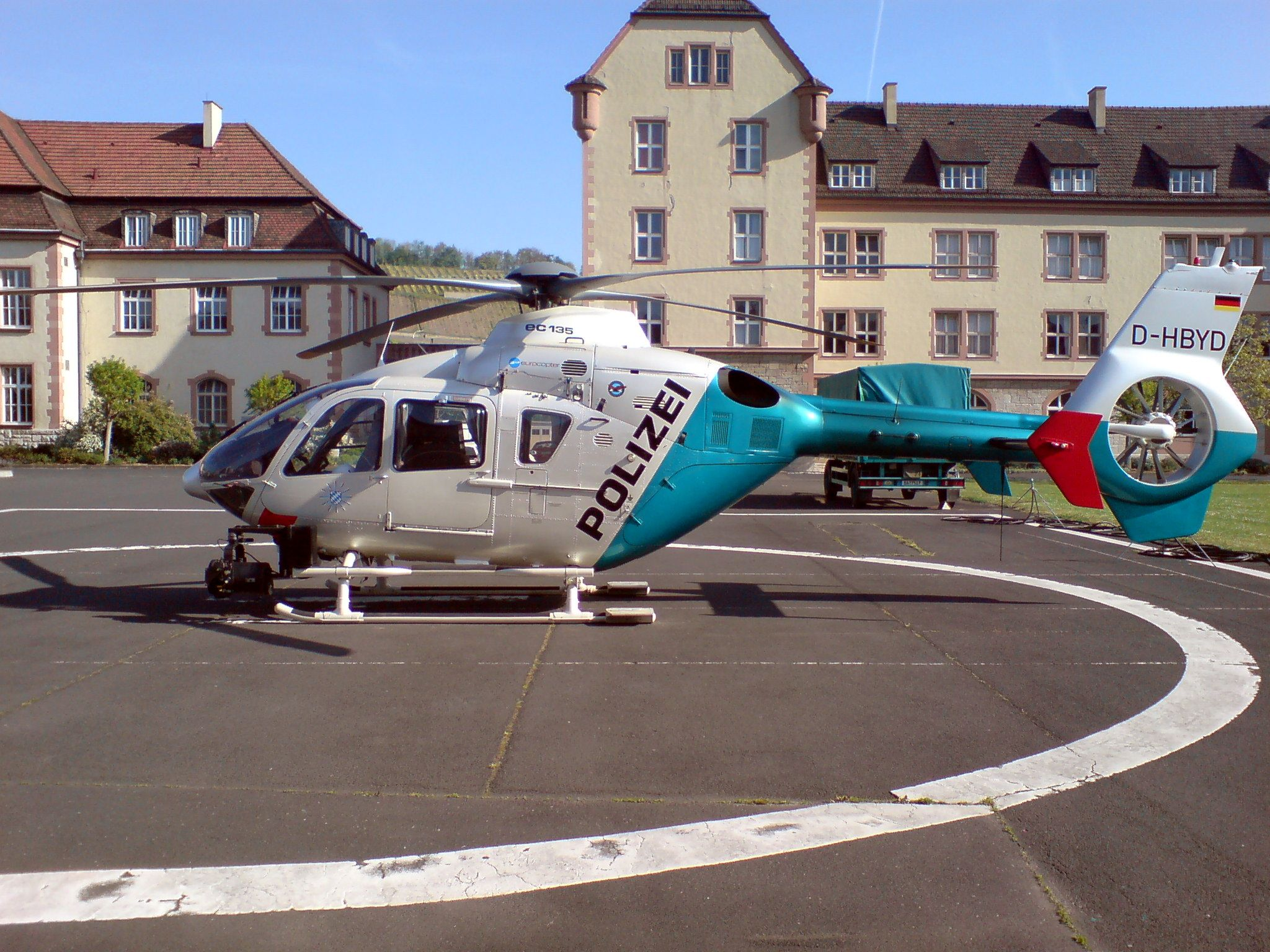
Eurocopter EC135 P2 de la Policía Estatal de Baviera, Alemania.

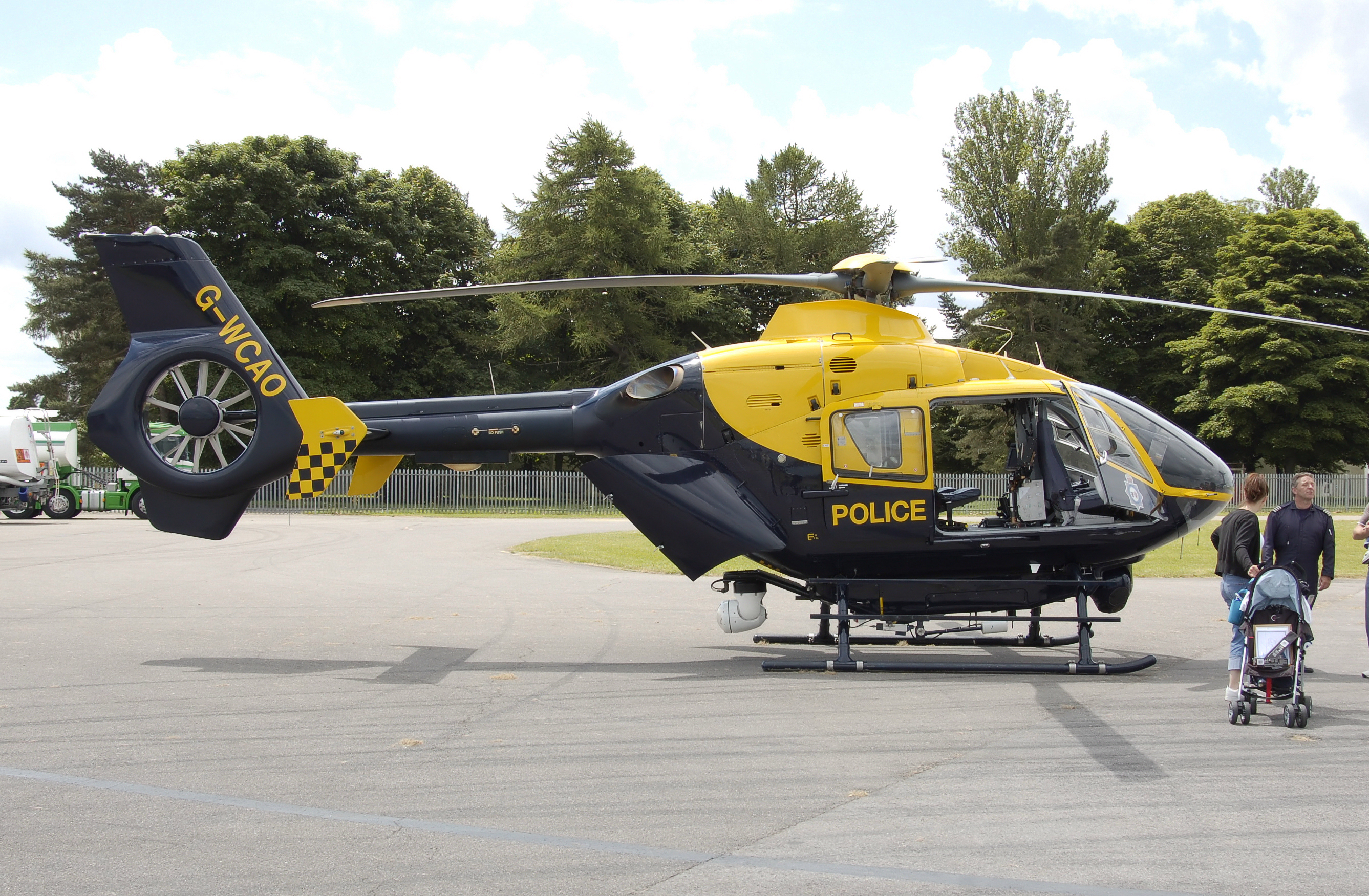
Eurocopter EC135 T2 de una unidad de policía de Inglaterra.

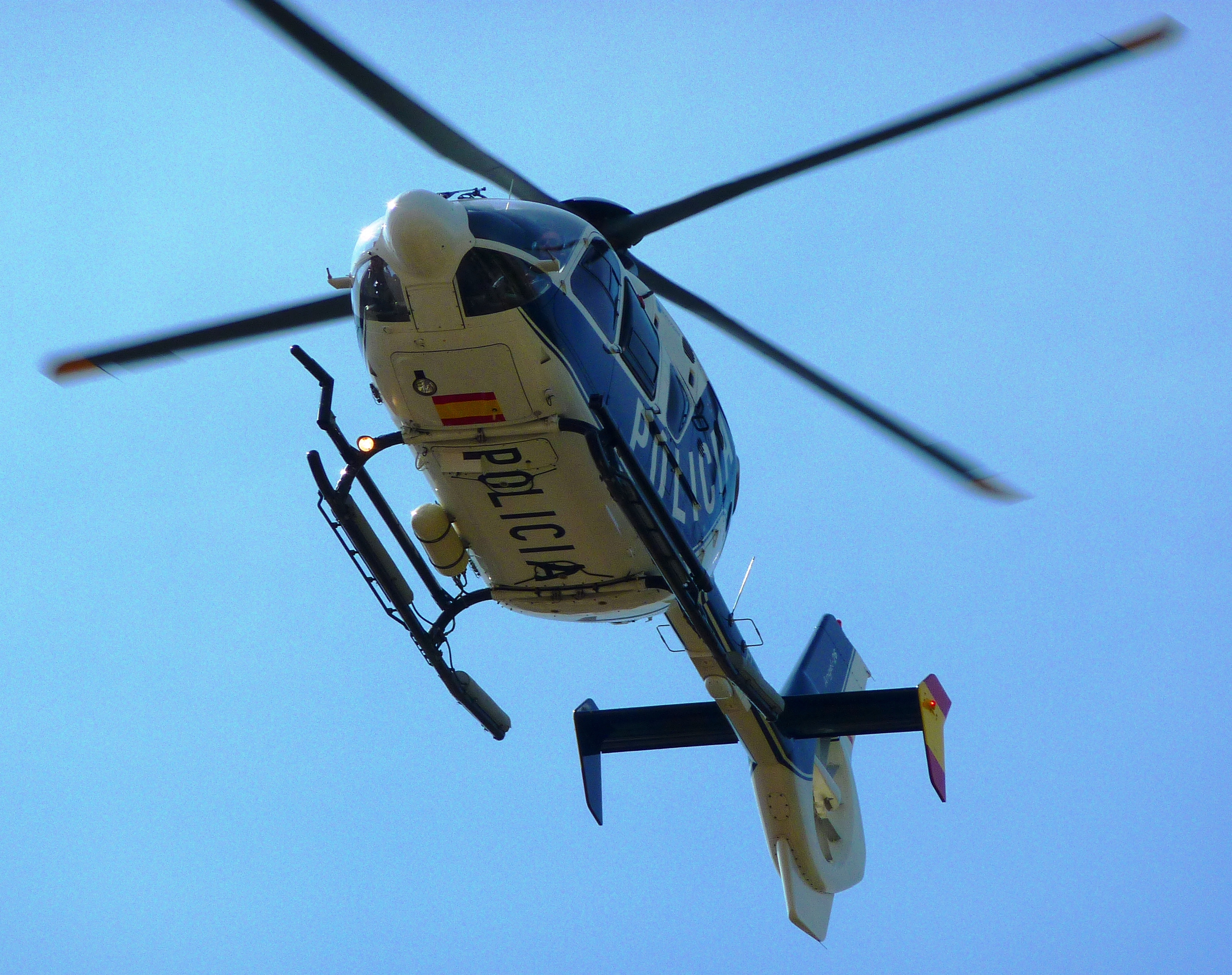
EC135P-2+ del Servicio de Medios Aéreos del Cuerpo Nacional de Policía.

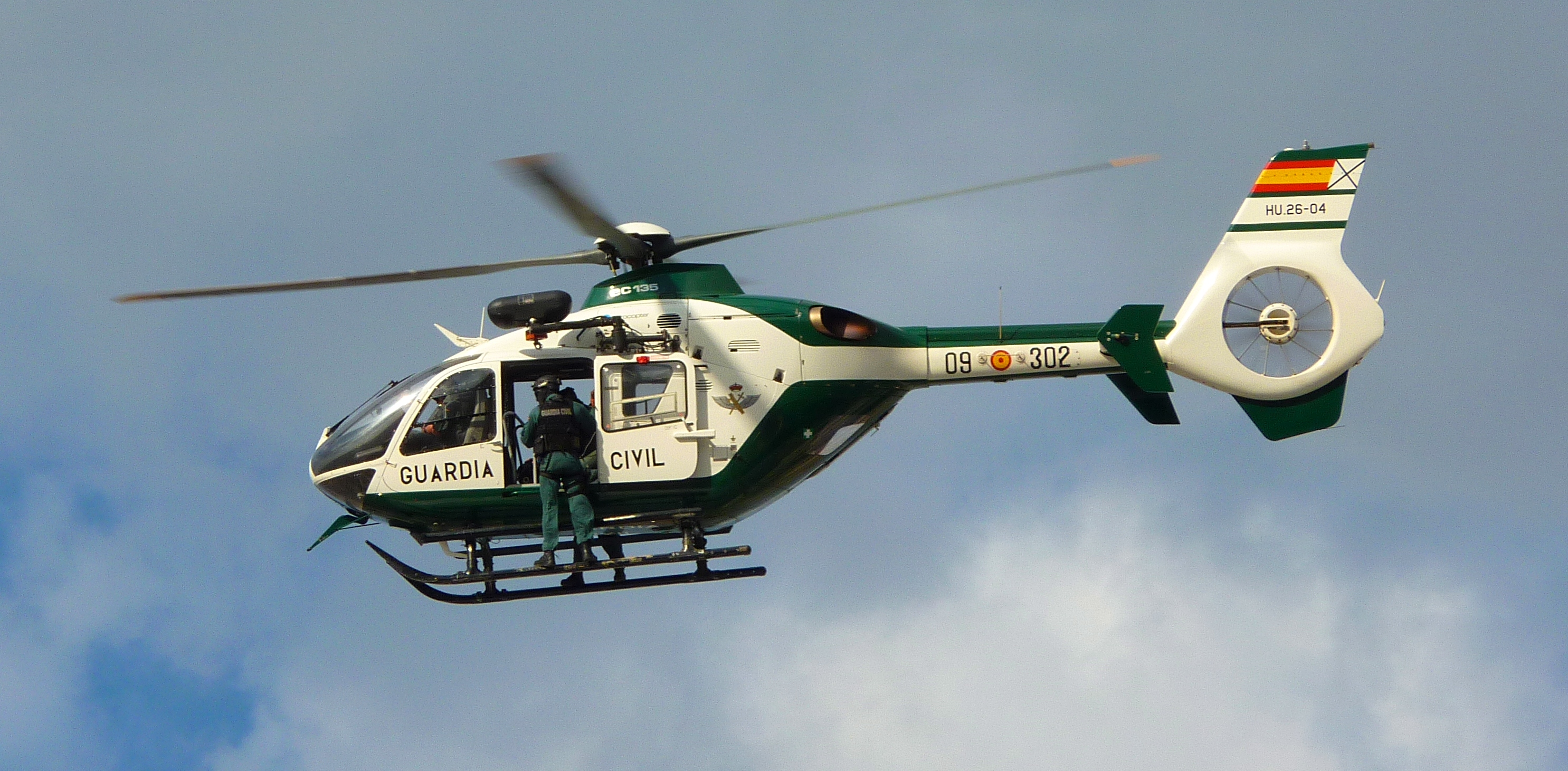
EC135P-2 de la Guardia Civil.

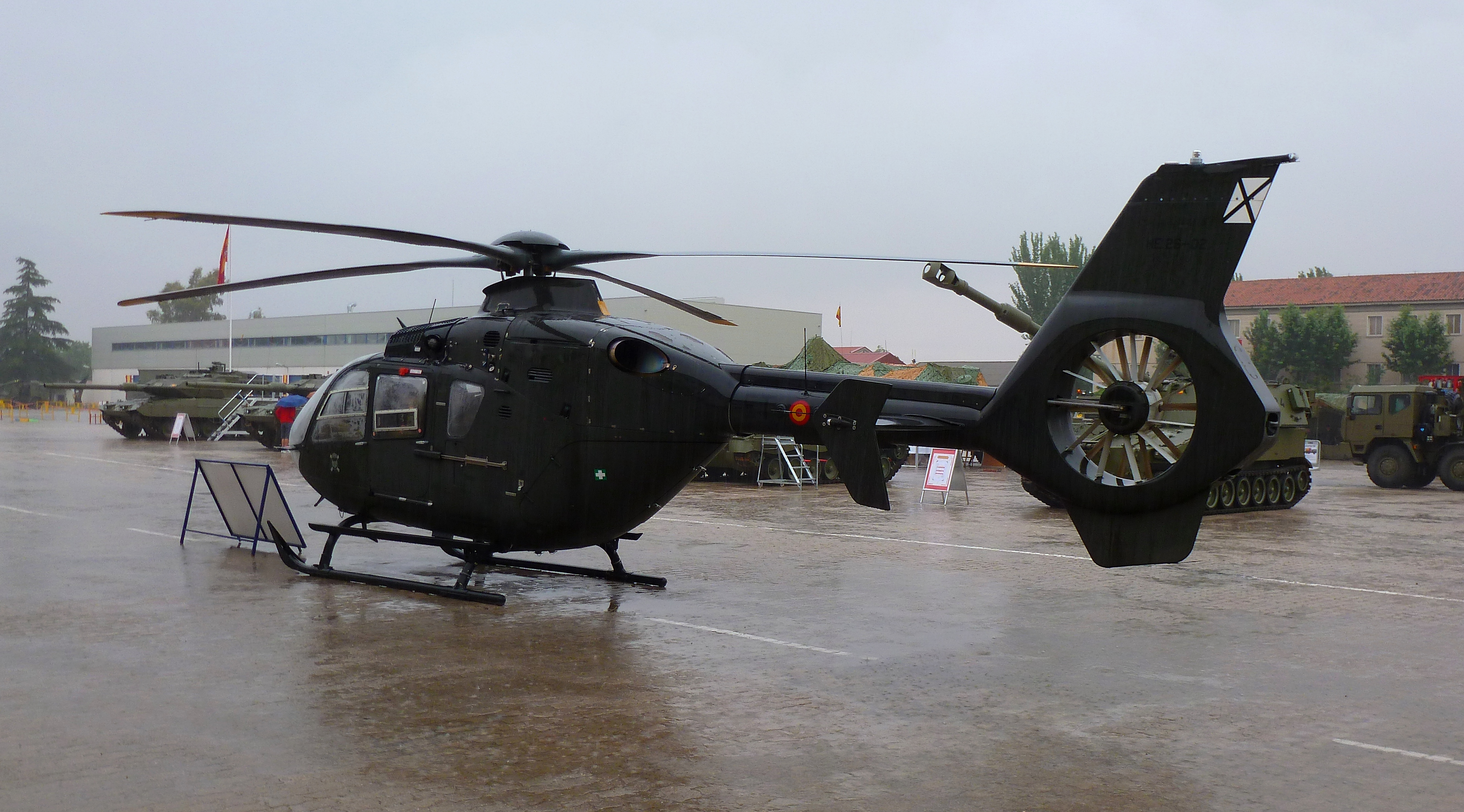
EC135T-2 de enseñanza del Ejército de Tierra Español.

EC135 P1
Versión propulsada por dos motores Pratt & Whitney Canada PW206B de 463 kW (621 CV). Las últimas versiones tienen el Center Panel Display System (CPDS). Peso máximo de despegue (MTOW) de 2631 kg (5800 lb), posteriormente elevado a 2721 kg (6000 lb), y después a 2835 kg (6250 lb).
EC135 T1
Versión propulsada por dos motores Turbomeca Arrius 2B1/2B1A/2B1A1 de 435 kW (583 CV). Al igual que los P1, las últimas versiones disponen del CPDS. Peso máximo de despegue (MTOW) de 2631 kg (5800 lb), posteriormente elevado a 2721 kg (6000 lb), y después a 2835 kg (6250 lb).
EC135 P2
Versión propulsada por dos motores Pratt & Whitney Canada PW206B2 de 463 kW (621 CV). Reemplazó en la producción al EC135 P1 en agosto de 2001.
EC135 T2
Versión propulsada por dos motores Turbomeca Arrius 2B2 de 452 kW (606 CV). Reemplazó en la producción al EC135 T1 en agosto de 2002.
EC135 P2+
Versión de producción más reciente con motores Pratt & Whitney Canada PW206B2 de 498 kW (667 CV), incrementado el peso máximo de despegue hasta los 2910 kg (6415 lb). Fabricado en Alemania y España.
EC135 T2+
Versión de producción más reciente con motores Turbomeca Arrius 2B2 de 473 kW (634 CV), incrementado el peso máximo de despegue hasta los 2910 kg (6415 lb). Fabricado en Alemania y España.
EC135 P2i
Designación comercial de las aeronaves actualizadas a la versión EC135 P2+.
EC135 T2i
Designación comercial de las aeronaves actualizadas a la versión EC135 T2+.
EC135 P3
Nuevo modelo en producción con motores PW206B3 y filtro de partículas instalado de serie para evitar los habituales problemas de erosión en el compresor de los motores.
EC635/H135M
Variante militar operada por Jordania, Suiza e Irak.
TH-135
Variante militar de entrenamiento desarrollada desde el EC135 T2+.
ACH135
Versión corporativa del H135.

## Operadores
Alemania
- Ejército de Tierra de Alemania: 15 en servicio en su Cuerpo Aéreo del Ejército en Bückeburg en tareas de entrenamiento.

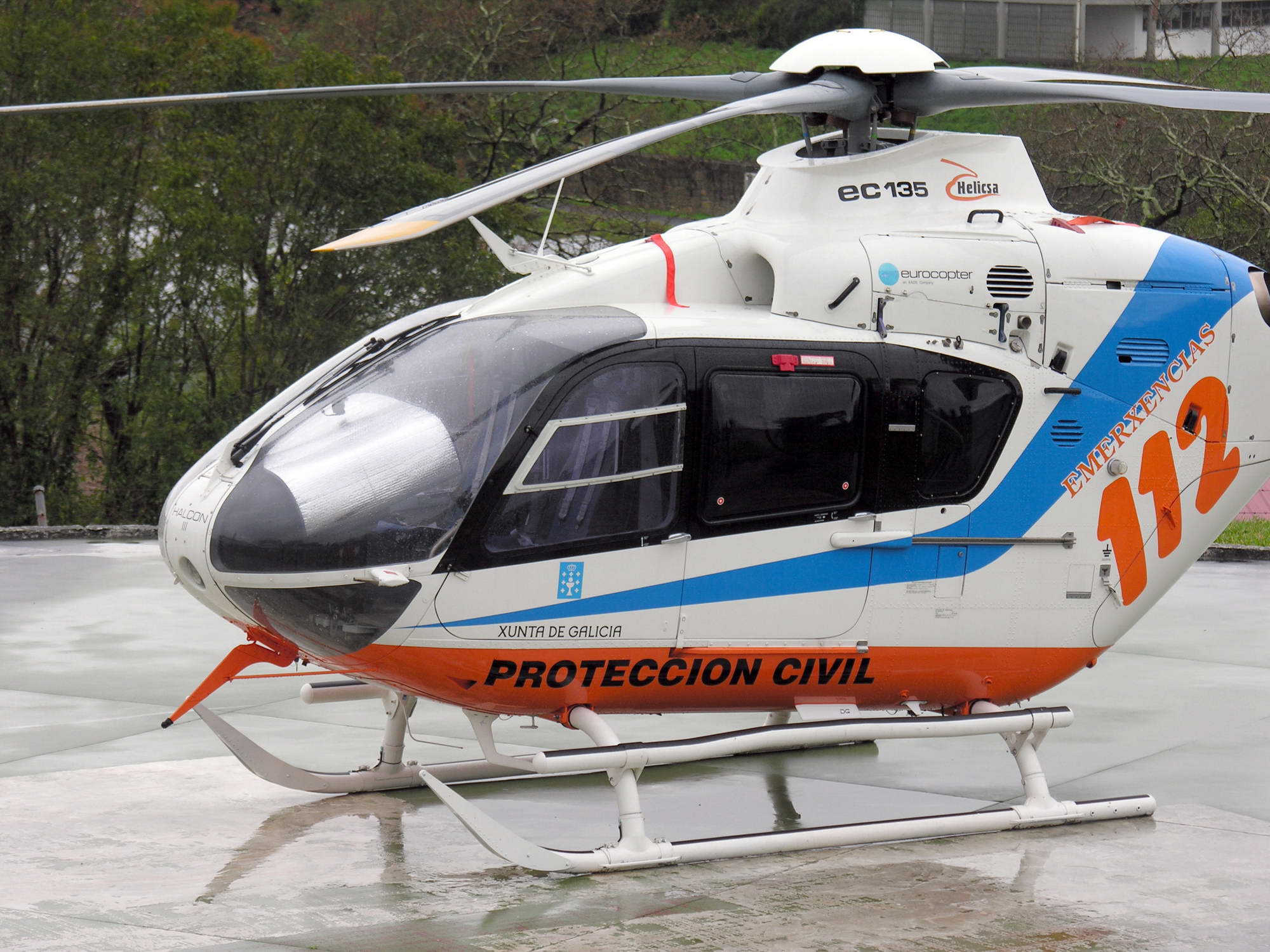
Un EC135 de Helicsa (Grupo INAER) en servicio con la Protección Civil de la Junta de Galicia.

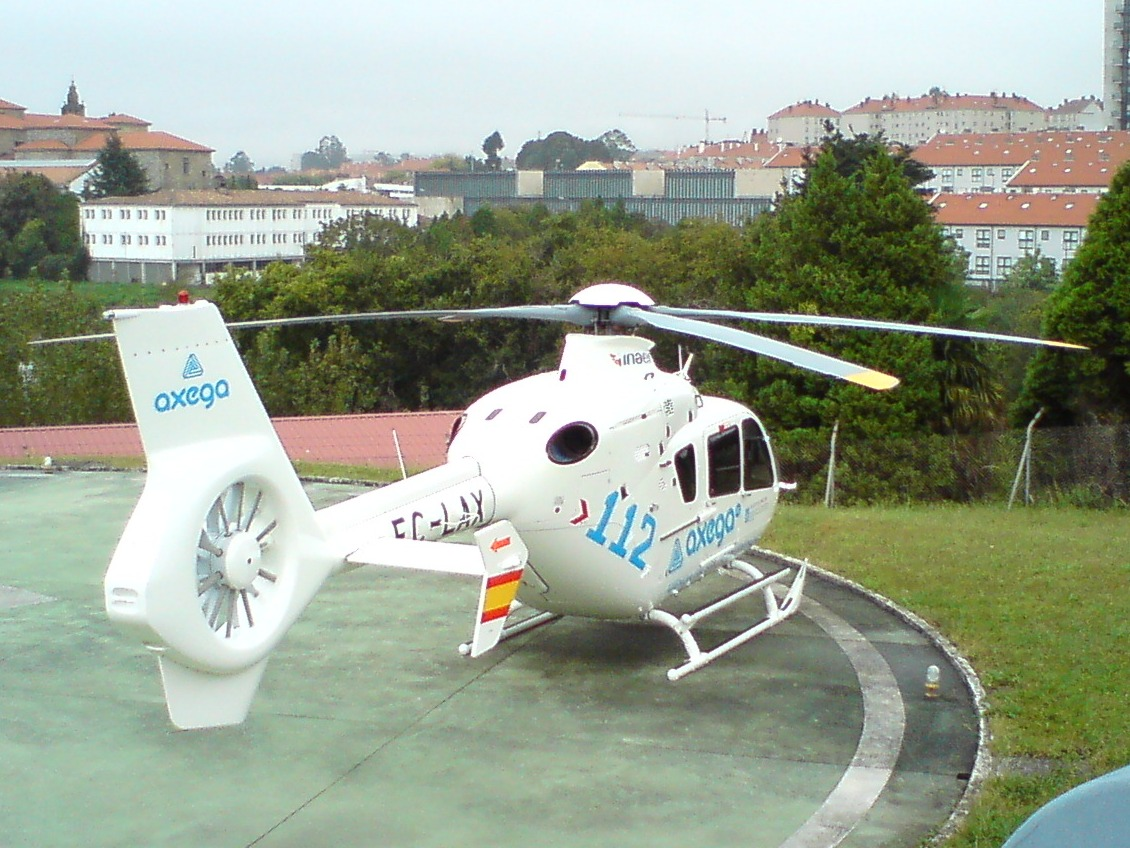
Eurocopter EC135 de INAER usado como helicóptero de emergencias por la Agencia Gallega de Emergencias (Axega).

- Ministerio del Interior: 2 entregados en 2007 y 14 ordenados para reemplazar al Bo 105 en su "Flota Naranja" en labores de rescate en Alemania. Se esperaba que las entregas se completasen en 2009.[7]
- Escuadrón de Helicópteros de la Policía de Hamburgo: 2 en servicio, reemplazando al retirado Bo 105.[8][9]
- Bundespolizei: 42 en servicio.
- Escuadrón de Helicópteros de la Policía de Baviera: 9 en servicio.

 Argentina
- Gendarmería Nacional.
- Policía Federal Argentina: 4.
- Policía de la Ciudad: 1.
- Gobierno de la provincia de Córdoba: 1.
- Gobierno de la provincia de Misiones: 1.

 Austria
- Club de Conducción & Turismo(ÖAMTC): 25 EC135 T1 y T2 en servicio para rescate aéreo, por lo general con un miembro de la tripulación HEMS y del departamento de emergencias a bordo. Estos helicópteros sirven en el Servicio de Ambulancias Aéreas de la ÖAMTC en 22 bases alrededor de Austria.[10]
- Ministerio del Interior: 8 ordenados en 2007.[11]

 Australia
- Servicios de Gestión de Emergencias del estado de Queensland en Brisbane: 1 en servicio, y otro privado.

 Brasil
- Fuerza Aérea Brasileña: 2 EC135 T2i.

 Corea del Sur
- Korean Air: 5.[12]

 Chile
- Ecocopter Archivado el 3 de diciembre de 2016 en Wayback Machine.: 2 en servicio .
- DAP Helicópteros: 1 en servicio.
- Aeroandina Archivado el 29 de agosto de 2017 en Wayback Machine.: 1 en servicio.
- Aerocardal Archivado el 15 de agosto de 2018 en Wayback Machine.: 1 en servicio.
- Carabineros de Chile: 2 en servicio (modelo EC135 P2+).

 China
- Buró de Seguridad Pública de Shanghái: 2 ordenados en 2007, que se utilizarán para la policía de patrulla aérea y las misiones de reconocimiento en Shanghái y en los Juegos Olímpicos de 2008.[13]

 Emiratos Árabes Unidos
- Falcon Aviation Services: 1 en servicio.[14]

 Eslovenia
- Policía de Eslovenia: 1 EC135 P2 en servicio, principalmente para realizar tareas de patrulla de frontera.

 España
- Ministerio del Interior: ha pedido 51 helicópteros EC135, más otros 18 H135 a finales de 2021, destinados a sus fuerzas de seguridad, para sustituir a los CASA Bo 105:[15]
  - Servicio de Medios Aéreos del Cuerpo Nacional de Policía: 16 EC135 P2+ y 5 de la versión H135 P3H.[16][17]
  - Dirección General de Tráfico: 2 EC135.[18]
  - Servicio Aéreo de la Guardia Civil: 13 EC-135 P2+ (cuatro modernizados a la versión P3) y 6 de la versión H135 P3H. Designado HU.26.[19][20]

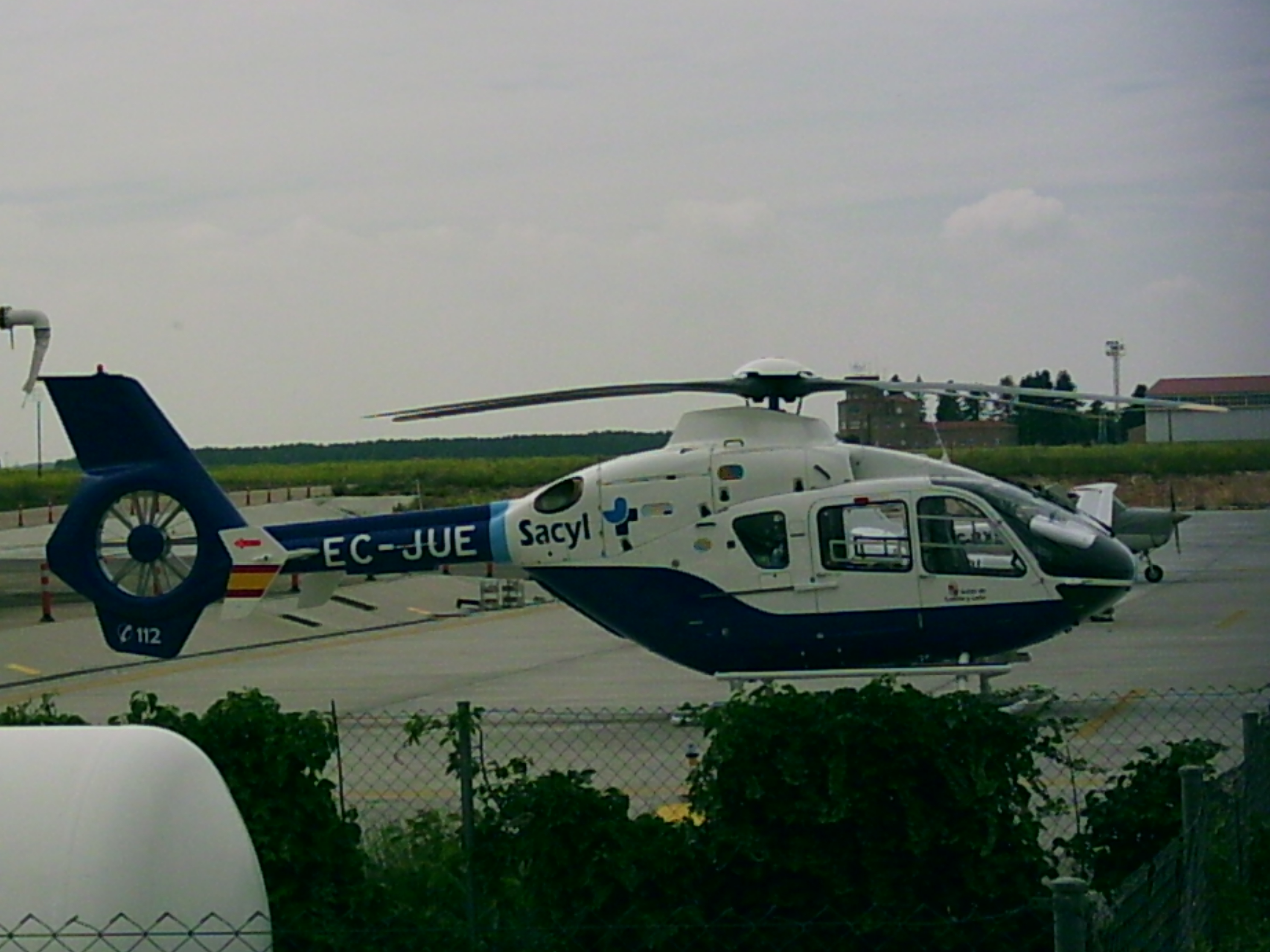
Helicóptero Sacyl-V de la Sanidad de Castilla y León (Sacyl) estacionado en la plataforma del aeropuerto de Valladolid.

- Ministerio de Defensa: dispone de 16 EC135 (2 de la versión T2 y 14 de la T2+), más otros 18 H135 P3, que llegarán a partir de 2023:[15]
  - Unidad Militar de Emergencias: 4 EC135 T2+, en servicio en el Batallón de Helicópteros de Emergencia II (BHELEME), encargados a finales de 2006 y entregados los 3 primeros en 2008.[21][22][23]
  - Ejército de Tierra: 10 EC135 T2+ y 2 EC135 T2, usados como helicóptero de enseñanza en la Academia de Aviación del Ejército de Tierra (ACAVIET), designado HE.26.[24]
  - Ejército del Aire y del Espacio: 4 H135 P3H  en servicio en el Ala 78, de un total de 11 encargados.[25] [26]
  - Armada Española: 2 H135 P3H en servicio en la 12ª Escuadrilla de aeronaves, de un total de 7 encargados.[25] [26]
- Departamento de Interior de la Generalidad de Cataluña: adquirió un par de EC135, usados por cuerpos como los Mozos de Escuadra o Agentes forestales.
- Gobierno Vasco: adquirió 2 EC135 como sustitución del viejo AS365 para la Ertzaintza.
- Babcock MCS España: operadora de numerosos servicios de emergencias en territorio nacional, como el 061 de Galicia o el SACYL.
- Sky Helicopters.
- Eliance Helicopters.

 Estados Unidos
- NASA: 2 unidades entregadas en octubre de 2020. 1 unidad más pedida, que se esperaba que se entregase en los primeros meses de 2021.[27][28]
- Air Methods: 10 en servicio para propósitos de ambulancia aérea.
- CJ Systems Aviation Group: 10 en servicio para operaciones de servicio aéreo médico.[29]
- Era Helicopters: 8 pedidos en 2007 para apoyo al petróleo y gas en el Golfo de México.[30]
- PHI: 10 EC135 P2 en servicio en tareas médicas aéreas y apoyo al sector energético en alta mar.[31]
- Bayflite: 2 en servicio en Tampa, Florida, como ambulancias aéreas.[32]
- MedStar: 2 en servicio en Spokane, Washington, como ambulancia aérea.
- MedSTAR Transport: 4 en servicio en Washington D. C. y Maryland.
- REACH Air Medical Services: 1 en servicio (le siguieron dos más en 2009).
- Centro Médico Baptista de Rescate Aéreo de Wake Forest: 1 en servicio en Winston-Salem, Carolina del Norte.[33]

 Finlandia
- Medi-Heli Archivado el 22 de abril de 2021 en Wayback Machine.: 2 en servicio en el Servicio Médico de Helicópteros de Emergencia (HEMS, por sus siglas en inglés).
- Copterline: 3 en servicio, helicópteros de rescate multipropósito, más dos helicópteros de reserva. Equipados con sistemas de visión nocturna NVG, Spectrolab, luz de búsqueda SX-16 Nightsun IFCO, cámara de infrarrojos Inframetrics Mark II, Bucher, camilla para víctimas y sistemas de extinción de fuego de Cubo Bambi.
- Skärgårdshavets Helikoptertjänst Ab: 1 en servicio como helicóptero de transporte UCI.

 Francia
- Gendarmería Nacional: 12 pedidos en 2007 para reemplazar su vieja flota de AS 350 Ecureuil en misiones policiales. Con un coste de 233 millones de euros, se esperaba que los nuevos helicópteros fueran entregados a finales de 2008.[34]
- Helicap: 12 en servicio en París y ocho centros hospitalarios regionales en Francia, desempeñando servicios de emergencias médicas.[35]

 Grecia
- Policía de Grecia: 2 EC135 T1 en servicio en Atenas.

 Hungría
- NAS Air Ambulance Pc.: 1 en servicio en tareas de ambulancia aérea.

 Irlanda
- Cuerpo Aéreo Irlandés: 2 EC135 P2 en servicio para instrucción de vuelo, servicios de emergencias médicas y apoyo al Ejército.[36]
- Policía de Irlanda (Garda Síochána): 2 EC135 T1 en servicio, con base junto con la Unidad Aérea de Apoyo en Baldonnel y usados por la policía en misiones de apoyo en Dublín.[37]

 Italia
- Elifriulia: 3 en servicio, uno como helicóptero de servicio de emergencias médicas con base en Udine, uno como Policía Local en Roma, y uno como respaldo.
- Elilario: 1 en servicio como helicóptero de servicio de emergencias médicas, establecido en Verona.
- Aiut Alpin Dolomits: 1 en servicio con el mismo cometido de los dos anteriores, y con base en Alpe di Siusi (Bolzano/Bozen).

 Japón
- Agencia Nacional de Policía (Japón): 4 unidades pedidas en junio de 2020.[38]

 Lituania
- Guardia Lituana de Fronteras: 2 en servicio, para patrulla de fronteras en el este de la frontera con Bielorrusia.[39]

 México
- Transportes Aéreos Pegaso: 3 en servicio, operando desde Ciudad del Carmen y sirviendo a PEMEX en las plataformas petrolíferas del Golfo de México.[40]

 Marruecos
- Gendarmería Real de Marruecos: 3 en servicio.

 Noruega
- Ambulancia Aérea de Noruega: 8 EC135 en servicio.
- Departamento de Policía de Oslo: un EC135 SP-1 y un Eurocopter AS350B3 Ecureuil.

 Países Bajos
- 5 sirven como ambulancias aéreas en Ámsterdam, Róterdam, Nimega, Groninga y reserva (1 para entrenamiento y reserva).
- 6 se han pedido para reemplazar los Bo 105 que están en servicio con la Policía.

 Polonia
- LPR (Lotnicze Pogotowie Ratunkowe (Servicio de Ambulancia Aérea)): 23 EC135 y un simulador de vuelo entregados.
- Polsat, Estación de Noticias de TV: 1 EC135 en servicio.

 Reino Unido
- Real Fuerza Aérea británica: 29 en servicio, como helicóptero de entrenamiento.[41]
- County Air Ambulance: 3 en servicio, dando cobertura a los Midlands.
- Servicio de Ambulancias de Escocia: 2 en servicio.
- Servicio de Ambulancia de Essex: 1 en servicio.
- Policía de Essex: 1 en servicio.
- Policía de Surrey: 1 en servicio.
- Policía de Strathclyde: 1 en servicio.
- Fuerzas de policía en el noroeste de Inglaterra: 1 en servicio.
- Fuerzas de policía en los Midlands Orientales: 1 en servicio.
- Policía de Merseyside: 1 en servicio.[42]
- Policía del Norte de Gales: 1 en servicio en Abergele, Gales (G-NWSU).
- PSNI (Servicio de Policía de Irlanda del Norte): 1 en servicio.
- Servicio de Ambulancias de Cornualles: 1 en servicio.
- Lancashire Constabulary: 1 en servicio.
- Servicio Aéreo de la Policía del Sureste de Gales: 1 en servicio.(G-WONN (T2+))
- Avon Air Ambulance: 1 en servicio.(G-SPHU Archivado el 28 de julio de 2009 en Wayback Machine. (T2))

 República Checa
- 7 EC135 T2 en servicio, 1 con el Departamento Checo de Aviación Policial en Praga. 3 para el servicio de emergencias médicas, 4 son para misiones policiales y uno para misiones polivalentes, que fue entregado en 2008.[43]
- DSA (Delta System Air): 3 EC135 T2 y un EC135 T1 en servicio, rescate aéreo privado.

 Rumania
- Ministerio de Interior y Reformas Administrativas(Rumania): 2 EC135 P2 en servicio, dos fueron equipados para misiones policiales. Matrículas: 290, 297.
- Ministerio de Sanidad: 2 (un EC135 P2 y un EC135 P2+) en servicio, para servicio de emergencias sanitarias, operado por el Ministerio del Interior. Matrículas: 334, 340.[44]
- RealitateaTV (estación de TV): 1 EC135 en servicio.
- Direct Aero Services: 1 EC135 P2+ en servicio.
- Corsarul Rosu Air: 1 EC135 P2+ en servicio.

 Rusia
- Gazpromavia: 8 EC135 en servicio.[45]

 Suecia
- Policía Sueca: 7 en servicio y equipados con equipos de visión nocturna, cámara infrarroja, foco de búsqueda, altavoces de megafonía, flotadores de emergencia, grúa de rescate y camillas para heridos. Los helicópteros son usados por las fuerzas de seguridad, patrullas y rescate aéreo a lo largo de Suecia.[46]

 Suiza
- Fuerza Aérea Suiza: 2 en servicio para servicios de transporte aéreo, se esperaba que fueran entregados entre marzo de 2008 y diciembre de 2009.[47]

 Surinam
- Hi-Jet Helicopters: 1.[48]

## Especificaciones (EC135 T2+)

### Características generales
- Tripulación: Uno (piloto (2 para vuelo IFR))
- Capacidad: Hasta 7 personas
- Carga: 1455 kg (3206,8 lb)
- Longitud: 10,2 m (con palas: 12,16 m)
- Diámetro rotor principal: 10,2 m (33,5 ft)
- Altura: 3,5 m (11,5 ft)
- Área circular: 81,7 m² (879,4 ft²)
- Peso vacío: 1455 kg (3206,8 lb)
- Peso máximo al despegue: 2910 kg (6413,6 lb)
- Planta motriz: 2× turboeje Turbomeca Arrius 2B2.
  - Potencia: 473 kW (652 HP; 643 CV) cada uno.

### Rendimiento
- Velocidad nunca excedida (Vne): 287 km/h (178 MPH; 155 kt)
- Velocidad crucero (Vc): 254 km/h (158 MPH; 137 kt)
- Alcance: 635 km (343 nmi; 395 mi)
- Techo de vuelo: 6096 m (20 000 ft)
- Régimen de ascenso: 7,6 m/s (1500 ft/min)

## Aeronaves relacionadas

### Desarrollos relacionados
- Bölkow Bo 105
- Eurocopter EC 145
- Eurocopter EC 635

### Aeronaves similares
- / MBB/Kawasaki BK 117
- Bell 427
- Bell 429
- MD Helicopters MD Explorer
- HAL Dhruv
- AgustaWestland AW109

### Secuencias de designación
- Secuencia Bo _ (interna de MBB): ← Bo 105 - Bo 106 - Bo 107  - Bo 108 - Bo 115 - BK 117 - Bo 207 →
- Secuencia EC_ (interna de Eurocopter): BK 117 - EC120 Colibri - EC130 - EC135 - EC145 - EC155 -  H160 →
- Secuencia H_ (interna de Airbus Helicopters): H125 - H125M - H130 - H135 - H135M - H145 - H145M →
- Secuencia H._ (Helicópteros del Ejército del Aire español, 1978-presente): ← HS.23 - HE.24 - HE.25 - HE/HU.26 - HT/HU.27 - HA.28 - HD.29 →